# Zveza za tehnično kulturo Slovenije
Zveza organizacij za tehnično kulturo Slovenije (ZOTKS) je zveza organizacij, katere namen je popularizacija znanstveno raziskovalnega dela med mladimi, dvig tehnične kulture in uvajanje sodobnih tehnologij v slovensko družbo. Ima status društva v javnem interesu. Povezuje organizacije s področij radioamaterstva, brodarstva, modelarstva, letalstva, jamarstva, potapljaštva, jadralstva, društev ljudske tehnike, astronavtike in raketarstva, izumiteljstva, avto-moto in foto-kino dejavnosti, šoferjev in avtomehanikov ter kmetijsko-tehnične dejavnosti.

## Zgodovina
Leta 1946 je pod okriljem Fizkulturne zveze pričela delovati Komisija za tehniko in šport, dve leti kasneje pa ji je sledila samostojna organizacija Ljudska tehnika Slovenije, ki je bila leta 1972 preimenovana v Zvezo organizacij za tehnično kulturo Slovenije. Na različne načine se delovanje ZOTKS se je do danes dotaknilo ene tretjine prebivalcev Slovenije.